# Солнечная улица (Петергоф)
Со́лнечная у́лица — улица в городе Петергофе Петродворцового района Санкт-Петербурга. Проходит от улицы Первого Мая до Гостилицкого шоссе.
Название возникло в 1930-х годах. Вероятно, оно явилось в ряду соседних абстрактных названий (Лесная улица, Дачная улица, Кооперативная улица, улица Первого Мая).
Участок южнее Университетского проспекта в начале 1980-х годов вошел в состав химического факультета ЛГУ (ныне СПбГУ). Впоследствии вдоль восточной границы факультетской территории проложили новую улицу, которую включили в состав Солнечной. Согласно проекту планировки, нынешние трассы сохранятся, а потому на Университетском проспекте Солнечная улица будет иметь 50-метровый сдвиг.

## Перекрёстки
- Улица Первого Мая
- Университетский проспект
- Ботаническая улица
- Широкая улица
- Гостилицкое шоссе